# Uli Paulus
Ulrich „Uli“ Paulus (* 13. Oktober 1974 in Heidenheim an der Brenz) ist ein deutscher Schriftsteller und Spielautor.
Sein erster veröffentlichter Roman war 2012 Schattengott, ein Krimi um den antiken Mithras-Kult in der Viamala-Region. Aller Tod will Ewigkeit (2019) ist ein philosophischer Thriller mit aktuellen und historischen Strängen zu den Themen Umweltzerstörung, Konsum, Eugenik und Künstliche Intelligenz.
Er entwickelte die Spiele „Sagrada“ und „Viamala“. Uli Paulus lebt in Nürnberg.

## Veröffentlichungen

### Romane
- Schattengott. Emons, 2012.[1]
- Aller Tod will Ewigkeit. Grafit, 2019.[2]

### Spiele
- 2007: Sagrada, Parland[3]
- 2008: Viamala, Parland[4]